# Пирсков
Пирсков (рум. Pârscov) — село у повіті Бузеу в Румунії. Адміністративний центр комуни Пирсков.
Село розташоване на відстані 101 км на північ від Бухареста, 26 км на північний захід від Бузеу, 116 км на захід від Галаца, 83 км на південний схід від Брашова.

## Населення
За даними перепису населення 2002 року у селі проживали 3218 осіб.
Національний склад населення села:
| Національність | Кількість осіб | Відсоток |
| -------------- | -------------- | -------- |
| румуни         | 3111           | 96,7%    |
| цигани         | 103            | 3,2%     |

Рідною мовою назвали:
| Мова      | Кількість осіб | Відсоток |
| --------- | -------------- | -------- |
| румунська | 3128           | 97,2%    |
| циганська | 87             | 2,7%     |